# Kiranalli, Piriyapatna
Kiranalli là một làng thuộc tehsil Piriyapatna, huyện Mysore, bang Karnataka, Ấn Độ.